# Série Taurus Millennium
A série Taurus Millennium é uma série de pistolas fabricadas pela fabricante de armas de fogo brasileira Taurus Armas baseadas no mecanismo das pistolas Taurus PT 24/7. Foram desenvolvidas com foco no mercado civil, para uso policial e de forças de segurança como arma secundária, tendo um grande sucesso e aceitação no mercado de armas civis dos Estados Unidos e entre forças policiais do Brasil durante os anos 2000.

## Modelos
A série Taurus Millennium inclui seis modelos diferentes e suas variantes. Em 1997, foram introduzidas ao mercado os modelos denominados Standard com armação compacta, cano curto e capacidade para 10 a 14 tiros. Os primeiros modelos fabricados (Standard) utilizavam um sistema de gatilho para ação dupla apenas (DAO, ou double action only).
No ano de 2000, a Taurus foi eleita a fabricante de armas do ano nos Estados Unidos devido ao sucesso comercial da pistola PT 111 Millennium.
A partir do ano de 2003, as mesmas pistolas passaram a ser fabricadas e comercializadas também em modelo Pro, até os modelos Standard deixarem de ser fabricados em 2005. Neste mesmo ano foi lançada a PT 745 Pro, como uma versão mais compacta da PT 145 Pro.
- Taurus PT 111 (Pistola Taurus 111) - em calibre 9mm Parabellum nos modelos Standard e Pro
- Taurus PT 132 (Pistola Taurus 132) - em calibre .32 ACP nos modelos Standard e Pro
- Taurus PT 138 (Pistola Taurus 138) - em calibre .380 ACP nos modelos Standard e ProUma PT138 Millennium Standard

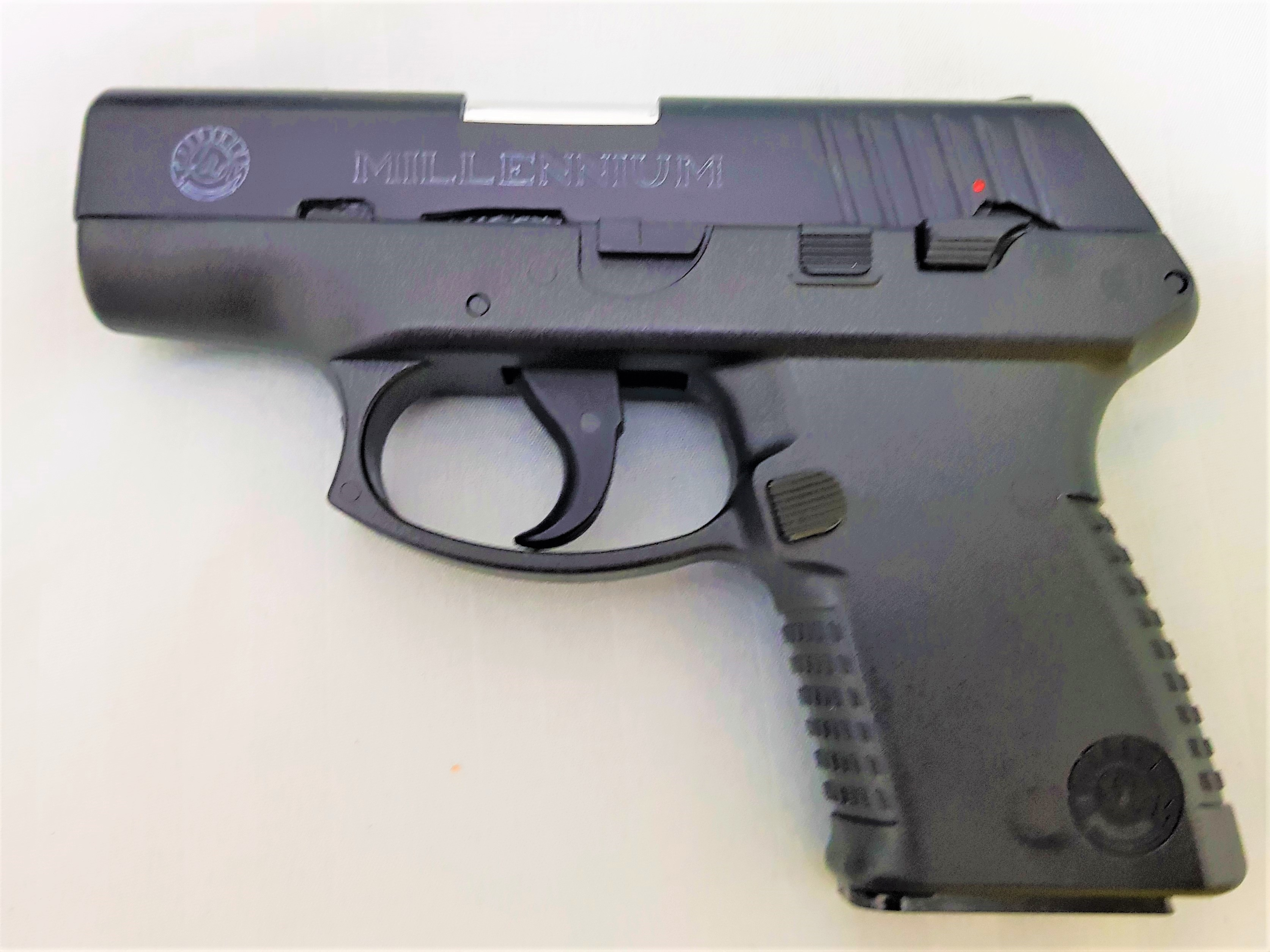
Uma PT138 Millennium Standard

- Taurus PT 140 (Pistola Taurus 140) - em calibre .40 S&W nos modelos Standard e ProUma PT140 Millennium Pro

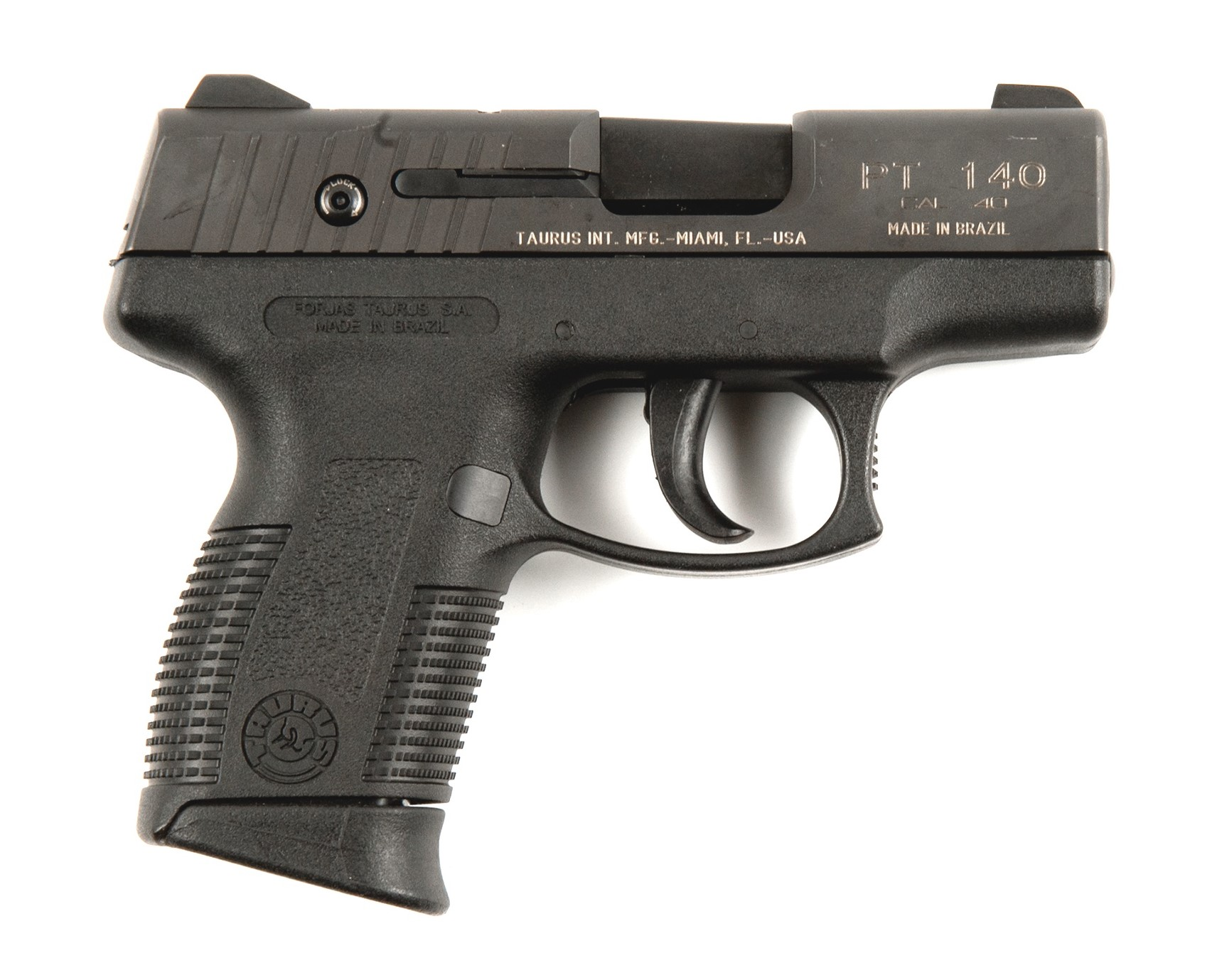
Uma PT140 Millennium Pro

- Taurus PT 145 (Pistola Taurus 145) - em calibre .45 ACP nos modelos Standard e Pro
- Taurus PT 745 Pro (Pistola Taurus 745) - em calibre .45 ACP

### Millennium G2
Em 2013, a Taurus lançou a linha Millennium G2 como uma de evolução das pistolas Millennium clássicas, porém com novo mecanismo de disparo, totalmente baseado no mecanismo da nova PT 24/7 G2 (que havia sido lançada no ano anterior) e com recursos ergonômicos adicionais para atiradores. Com base nas pistolas Millennium G2, foi desenvolvida a pistola Taurus G2C.
- Taurus Millennium PT 111 G2 - em calibre 9mm Parabellum
- Taurus Millennium PT 140 G2 - em calibre .40 S&W

Em 2018, a Taurus descontinuou a fabricação das pistolas Millennium G2, passando a focar apenas nas pistolas G2C.

## Recall
Em 2015, a Taurus foi processada na justiça dos Estados Unidos por defeitos de fabricação que causariam acidentes e disparos acidentais com armas de diversos modelos, incluindo todos da linha Millennium com exceção dos produtos G2. Sem admitir as falhas, a Taurus pagou cerca de 39 milhões de dólares em indenizações para a justiça norte americana. Advogados ligados ao processo informaram que cerca de 965 mil pistolas teriam sido afetadas no recall.
Em 2016, a Polícia Militar do Distrito Federal detectou as mesmas falhas nos modelos Taurus 840 e 24/7, levando o Exército Brasileiro a investigar e descobrir uma série de falhas que afetava as pistolas Millennium também. A Polícia Militar do Estado de São Paulo recolheu também alguns dos modelos PT 140 utilizados por policiais da corporação.